# Марта Барандій
Марта Володимирівна Барандій (нар. 13 червня 1984, Львів, УРСР) — українська активістка, юристка-міжнародниця, засновниця громадської організації «Promote Ukraine». Організаторка численних заходів, присвячених геополітичній ситуації в Україні після Революції гідності (Євромайдан). Понад 3 роки — головна редакторка журналу «Brussels Ukraїna Review», 8-й номер якого у грудні 2021 року розповідав про можливий на той час напад Росії на Україну. Координаторка команди волонтерів, які допомагають Україні та українцям у Бельгії із Українським хабом на Station Europe, який урочисто відкрила президентка Європейського парламенту Роберта Мецола та президентка Європейського соціально-економічного комітету (EESC) Кріста Швенг, нагороджено Європейською громадською нагородою (2022). Працює над просуванням українських інтересів, підтримкою громадянського суспільства і захистом прав та свобод людини. Керівниця брюссельського офісу української юридичної фірми «Астерс» (2018–2021). Є запрошеною лекторкою Українського вільного університету в Мюнхені та директоркою відділу міжнародних зв’язків українського журналу «Ділова жінка» у Брюсселі.

## Життєпис
Народилася 13 червня 1984 року у Львові.
Освіту здобула в галузі права (Dr. iur.) та міжнародних відносин. 2005 року здобула ступінь магістра міжнародного права та міжнародних відносин у Львівському національному університеті ім. Івана Франка, ступінь Магістра європейського права здобула 2007–2008 років у Європейському інституті освіти Саарландського університету (м. Саарбрюкен, Німеччина). З червня 2009 року по липень 2012 отримала ступінь доктора філософії (PhD) з міжнародного права у Саарландському університеті – кандидатська дисертація розвивала ідею державного суверенітету у міжнародному та європейському праві. Докторська публікація написана німецькою мовою на тему «Суверенітет як засіб захисту інтересів держав».
Володіє 7 мовами (англійською, німецькою, польською, українською, російською, французькою та голландською).

## Кар'єра
Професійну кар'єру розпочала консультанткою під час стажування в Європейському парламенті у Брюсселі (липень 2004-го). Продовжила стажування як дослідницький супровід у Місії України при ЄС у Брюсселі 2007-го, де готувала виступи дипломатів та досліджувала відносини між Європейським Союзом та Україною.
У жовтні 2012-го приєдналася до «Volvo Group» у Генті (Бельгія), де протягом 4 років була координатором по роботі з клієнтами.

### «Promote Ukraine»
У травні 2014 року в Брюсселі під час української Революції гідності заснувала неурядову організацію «Promote Ukraine VZW» (укр. «Промоція України»), метою якої була підтримка громадянського суспільства, просування прав і свобод людини, сприяння політичному та економічному розвитку, адвокація інтересів України перед політиками ЄС.
Засновниця та головна редакторка щоквартального журналу «Brussels Ukraїna Review» (укр. Огляд Україна Брюссель), європейського видання про Україну. Журнал видається українською, англійською та ще кількома європейськими мовами.
Від початку російського вторгнення в Україну 2022 року через «Promote Ukraine» змогла консолідувати близько сотні активістів. Відсутність постійної локації було вирішено листом до голови Європейського парламенту Роберти Мецоли, в якому була викладена необхідність такого приміщщення. Ініціативу було підтримано, й 17 березня 2022 року відбулося символічне вручення ключів до будівлі у європейському кварталі Брюсселя (Ukrainian Civil Society Hub). З березня 2022 року підтримується Європейським парламентом та Європейським економічно-соціальним комітетом, президентки яких Роберта Мецола та Кріста Швенг підтримали зусилля організації допомогти Україні та українцям та підготувати майбутнє України в ЄС. Завдяки цій підтримці координаційний центр волонтерства «Promote Ukraine» трансформувався у «Promote Ukraine Hub».
Оцінкою роботи «Promote Ukraine» зокрема стало визнання 2022 року – організація отримала почесну Європейську громадську нагороду, яка присуджується Європарламентом.

### Юридична практика
На позиції позаштатного радника української юридичної фірми «Астерс», очолила брюссельський офіс компанії, який розпочав роботу у листопаді 2018 року. Працювала до 2021 року.